# Équipe de Russie de rugby à XIII
L'équipe de Russie de rugby à XIII est l'équipe qui représente la Russie dans les principales compétitions internationales du rugby à XIII. Elle a participé à une reprise à la Coupe du monde en 2000.

## Histoire
L'équipe russe est issue de l'éclatement de la fédération soviétique de rugby à XIII, qui résulte elle-même de l'éclatement de l'URSS en plusieurs états indépendants.
À l'époque soviétique, les autorités avaient vis-à-vis du rugby (quel que soit le code, XV ou XIII ) un sentiment ambigu ;   il était perçu comme un sport bourgeois, occidental, renvoyant trop aux élites anglo-saxonnes. Mais en même temps, le sport étant pour le régime soviétique un outil de propagande, il était difficile pour le régime de n'avoir aucune sélection nationale au niveau international. L'aspect collectif du sport a peut-être finalement convaincu les autorités de l’intérêt de pratiquer le rugby en général (on se souviendra que l'URSS avait même été invitée à la coupe du monde de rugby à XV), et les ascendances ouvrières du rugby à XIII a peut-être également rassuré les instances sportives sur l’intérêt de pratiquer cette forme de rugby. 
Un auteur indiquant cependant  que les autorités préféraient le rugby à XV, plus en harmonie avec les règles du collectivisme.
Le « délitement sportif » de l'URSS a conduit à l'apparition de différentes sélections, comme celles de l'Ukraine, de la Moldavie, avec également quelques expériences de développement, par exemple dans le Tartarstan. Ce dernier accueillant même une coupe universitaires en 2000, opposant des sélections britanniques à la Russie et à une sélection du Tartarstan. 
La Russie démontre d'ailleurs une volonté certaine de développer le sport dans le pays en lançant des opérations ambitieuses comme celle d'organiser une série de deux test-matchs entre son équipe nationale et les États-Unis en 2002; le premier à Kazan, le second à Moscou , au stade Olympique Luzhniki, test-matchs que la Russie remporte largement. 
Depuis, le sport connait un certain intérêt des russes, leurs joueurs évoluant plutôt en semi-pros , et les matchs attirant, en moyenne, plus de vingt mille spectateurs.
En 2018, le sélectionneur russe, Denis Korolev,  effectue un stage d'observation au sein du Toulouse Olympique XIII et bénéficie des conseils de Sylvain Houlès, en vue de préparer deux matchs décisifs pour se qualifier pour la coupe du monde de 2021.

## Rencontres contre la France

### À l'époque de l'URSS
L'équipe de France a rencontré l'URSS une fois le 27 octobre 1991 à Lyon. Les Soviétiques perdent, mais sur le score respectable de 26 à 6, face aux tricolores qui avaient dans leurs rangs des joueurs tels que Patrick Entat, Gilles Dumas, Pierre Chamorin.

### À l'époque de laCEI
La CEI a rencontré la France deux fois.
La première fois le 18 juin 1992 à Moscou, elle s'incline face à la France sur le score de 28 à 8. L'effectif tricolore comprenant des joueurs comme Patrick Limongi
La seconde fois à Saint-Gaudens, le 11 novembre 1992 . Les tricolores battent un peu plus confortablement les russes sur le score de 38 à 4.

## Éliminatoires de la Coupe du monde de 2021 et forfait
La Russie joue sa qualification dans le groupe Euro B, composé de l'Espagne et de la Serbie.
Seules les deux places sont qualificatives pour les matchs de barrage.  Le 6 octobre, elle perd face à  l'Espagne qui la bat à Valence. 
Le 13 octobre 2018, elle doit donc impérativement battre la Serbie chez elle, à Moscou,  pour rester dans la compétition, ce qu'elle parvient à faire.
Elle devait donc disputer à l'automne 2019 les matchs de la poule éliminatoire finale, qui comprend l’Écosse et la Grèce, vainqueur du barrage Grèce-Norvège.
Mais elle se déclarera finalement forfait, la Serbie la remplaçant.
Les raisons officielles semblent peu claires puisque le président de la Fédération russe déclare en guise d'explications  : «  Nous devons examiner certaines questions nationales, y compris la constitution du Conseil d’Administration ».

## Joueurs et personnalités emblématiques
Le demi de mêlée international Ouchillikos Novel,  est lors de la saison 2004-2005, le premier joueur russe à avoir été recruté par un club français :  L'USV XIII.